# Archipel Bismarck
Pour les articles homonymes, voir Bismarck.
L'archipel Bismarck est un groupe d'îles au large de la Nouvelle-Guinée, nommé en l'honneur du chancelier allemand Otto von Bismarck et appartenant à la Papouasie-Nouvelle-Guinée. Il se répartit sur trois espaces maritimes différents : la mer de Bismarck, l'océan Pacifique et la mer des Salomon.
Depuis l'indépendance de la Papouasie-Nouvelle-Guinée, des nationalistes papous demandent le changement des noms des lieux qui renvoient à la colonisation européenne. Pour eux, cette situation est anachronique. Dans le futur, l'archipel Bismarck, ainsi que d'autres lieux aux noms évoquant la colonisation européenne, pourraient adopter de nouveaux toponymes, plus locaux, et plus en phases avec les diverses ethnies locales.

## Géographie
L'archipel est principalement composé d'îles volcaniques. Les îles les plus importantes sont : 
- Îles de l'Amirauté,
- îles du Duc-d'York,
- îles Mussau,
- Nouvelle-Bretagne,
- île de la Nouvelle-Hanovre, ou Lavongai,
- Nouvelle-Irlande,
- îles Vitu.

On y compte aussi l'ensemble d'îlots et de micro-archipels regroupé sous l'appellation Para-Micronésie.

## Histoire
Les premiers habitants de l'archipel sont arrivés il y a au moins 33 000 ans depuis ce qui est maintenant la Papouasie-Nouvelle-Guinée. Plus tard, s'implantèrent des populations Lapita.
Le premier Européen à mentionner ces îles fut l'explorateur hollandais Willem Schouten en 1616. Charles-Bonaventure Marie du Breil de Rays lança un projet de colonisation, baptisé « colonie libre de Nouvelle-France » entre 1877 et 1882, faisant venir environ 600 colons européens dans un lieu qu'il dénomma Port-Breton ; le projet échoua piteusement. En 1884, elles devinrent un territoire du protectorat de la Nouvelle-Guinée allemande.

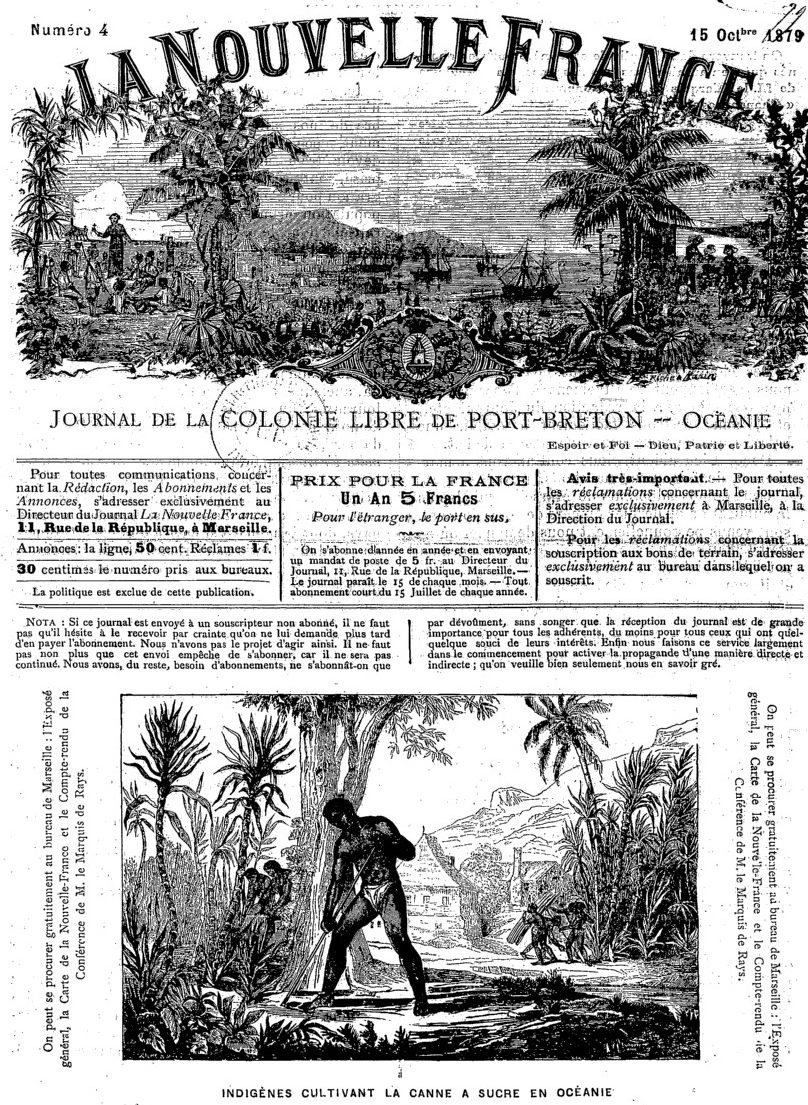
Première page du journal La Nouvelle France du 18 octobre 1879, publié par Charles du Breil du Rays vantant son projet de « colonie libre de Port-Breton ».

Dès le déclenchement de la Première Guerre mondiale en 1914, le corps expéditionnaire naval australien s'en empara et l'Australie reçut plus tard un mandat sur ces îles de la Société des Nations. Elles restèrent sous contrôle australien — interrompu seulement par une occupation japonaise durant la Seconde Guerre mondiale — jusqu'à l'indépendance de la Papouasie-Nouvelle-Guinée en 1975.

## Faune et flore
L'archipel Bismarck compte nombre d'espèces endémiques, dont le coryllis des Bismarck, un oiseau de la famille des Psittacidae.

## Culture et patrimoine

### Dans la littérature
C'est dans l'archipel Bismarck que se joue la majeure partie d'un des Voyages extraordinaires de Jules Verne, Les Frères Kip. Le James-Cook est un navire faisant du commerce entre les îles et la Tasmanie, et c'est au cours du chargement du navire que se déroule un élément-clé du roman. L'action se situe juste après la prise de possession de l'archipel par les Allemands, et permet d'avoir une description de la vie des colons à ce moment-là, plus particulièrement en Nouvelle-Irlande et sur l'îlot de Kerawara dans les îles du Duc-d'York.
Par ailleurs, le premier ouvrage de la série de bande dessinée Corto Maltese de l'auteur italien Hugo Pratt inscrit quelques-unes de ses péripéties entre les îles de l'archipel Bismarck. Alors contrôlées par l'empire allemand, elles forment un arrière-plan parfait pour des histoires de piraterie, de sabotages et de complots de toutes sortes.